# مبارک الفنینی
مبارک الفنینی (انگلیسی: Mobarak Al-Faneeni؛ زادهٔ ۲۱ ژانویهٔ ۲۰۰۰) بازیکن فوتبال اهل کویت است.
وی همچنین در تیم ملی فوتبال کویت بازی کرده‌است.